# Ämbetsfrågan i Svenska kyrkan
Se ämbetsfrågan för ett globalt perspektiv.
Ämbetsfrågan i Svenska kyrkan, även kallad kvinnoprästfrågan, är frågan om huruvida kvinnor skall ha tillträde till prästämbetet.

## Historik
År 1919 väcktes frågan om kvinnans tillträde till statliga tjänster och allmänna uppdrag. En statlig utredning ledde fram till ett betänkande med slutsatsen att man genom bestämmelser av kyrkolags natur borde stadga att kvinnan kan äga behörighet till prästerlig tjänst. Teologiska fakulteten i Lund framhöll att inga principiella hinder fanns och en kommitté tillsattes för att utreda frågan vidare. 
År 1921 fick kvinnor rösträtt, och frågan om deras rätt till statliga tjänster blev än mer aktuell. En statlig utredning tillsattes, SOU 1923:22, och staten ställde sig positiv till frågan om kvinnliga präster. I lag (1923:249) stadgades att kvinnor har rätt att inneha statstjänst och andra allmänna uppdrag. Kvinnors rätt till statliga tjänster och allmänna uppdrag blev därmed en rättighet med vissa undantag, däribland prästtjänsten. Anledningen till detta var bland annat att domkapitlen ställde sig avvisande till förslaget.
År 1945 togs skillnaden mellan kvinnor och män helt bort ifråga om tillträde till statliga ämbeten och tjänster, men prästtjänsten undantogs fortfarande från denna reglering. Efter en motion i riksdagen av pastor Johan Johnsson utsågs 1946 en statlig kommitté, med biskop Torsten Bohlin som ordförande, för att ännu en gång utreda frågan om kvinnors möjlighet att bli präst. Kommittén framlade ett förslag (SOU 1950:48) där det bland annat stod att ”Vår kyrkas bundenhet vid Bibeln som norm för kristen tro och kristet liv kan icke ur någon synpunkt anföras som skäl mot kvinnans tillträde till prästämbetet”. Förslaget gick på remiss. Samtliga domkapitel utom Linköping avstyrkte förslaget. Även Allmänna svenska prästföreningen avstyrkte. Domkapitlen i Linköping, Skara, Karlstad, Visby och Stockholm samt majoriteten i Uppsala teologiska fakultet såg från principiell kristen synpunkt inget hinder men avstyrkte förslaget med hänvisning till den splittring inom kyrkan som man befarade. Politiska och allmänna kvinnoförbund tillstyrkte förslaget och angav bland annat teologiska motiveringar. Man hänvisade till kyrkan som evangelisk luthersk och ”den evangeliska tanken om allas lika värde utan hänsyn till klass, nation och ras”. Bland underteckningarna fanns Karin Kock, Elsa Cedergren, Kerstin Hesselgren och Alva Myrdal som representanter för olika förbund. Ett stort antal församlingar var också remissinstans och två tredjedelar, eller 76 av 119, tillstyrkte utan uppskov förslaget.
År 1951 förklarade samtliga professorer och docenter i exegetik (dvs bibelvetenskap) vid Lunds och Uppsala universitet, med undantag för en docent, att en ordning med kvinnliga präster vore oförenligt med det som bibeln lärde om prästämbetet i Nya Testamentet. Detta yttrande har blivit känt som "exegetdeklarationen".
År 1957 lades ett förslag fram i kyrkomötet om kvinnans behörighet till prästerlig tjänst. Kyrkomötet avvisade förslaget med röstsiffrorna 62-36. Det utredande utskottet hade förordat avslag med motiveringen att Nya Testamentet även för nutiden lär att prästämbetet inte är för kvinnor. Denna principiella motivering avvisades av kyrkomötet med röstsiffrorna 32-62 (fyra personer avstod från att rösta, däribland två av biskoparna). Tre biskopar instämde med det principiellt avvisande förslaget och sex biskopar stödde istället den vinnande motiveringen som handlade om att förslaget avslogs på grund av praktiska skäl, lämplighetshänsyn och ett behov av ytterligare teologisk och kyrklig utredning. 64 röstade för denna motivering och 34 mot. Även de som röstat för förslaget fick alltså vara med och motivera varför förslaget avslagits vilket möjliggjorde att förslaget så snart kunde lyftas fram igen. Kyrkomötets avslag fick dock regeringen att reagera. Regeringen lade fram en proposition till lag i riksdagen våren 1958 om kvinnors rätt till prästerlig tjänst. Lagförslaget kom på kyrkomötets bord i september. Under året hade ämnet diskuterats flitigt och flera böcker som behandlade frågan hade givits ut. 
Vid omröstningen i kyrkomötet lördag den 27 september 1958 röstade 69 för förslaget och 29 mot. Av biskoparna röstade 6 för förslaget och 5 mot. Styrkeförhållandet motsvarade således röstetalet vid 1957 års kyrkomöte mellan de som principiellt var mot och de som då ville få mer tid för samtal och utredning. Samtidigt som beslutet om ”kvinnans behörighet till prästerlig tjänst” togs, röstades även den så kallad samvetsklausulen igenom. Den innebar att ingen man skulle nekas prästvigning på grund av sin övertygelse om det felaktiga i den nyinförda ordningen och ingen präst skulle tvingas att i tjänsten utföra något som stred som samvete och övertygelse och ingen biskop skulle tvingas prästviga kvinnor. Trots att samvetsklausulens legala status var oklar användes den av motståndare till kvinnors prästvigning och gjorde att det i praktiken blev svårare för kvinnor att prästvigas i vissa stift. Regeringen kom dock aldrig att utse biskopar som var emot nyordningen såvida det på förslagsrum fanns en biskopskandidat som var för ordningen. Två gånger, i Visby stift 1962 och i Göteborgs stift 1970 var dock alla tre kandidaterna i förslagsrum emot ordningen vilket tvingade dem att utse en "kvinnoprästmotståndare" till biskop. I flera fall (bl.a. vid biskopsvalet 1991 i Göteborg då Bengt Holmberg vann men Lars Eckerdal utnämndes) kunde regeringen frångå biskopsvalets vinnare och utse kandidaten på andra eller tredje plats när vinnaren inte stödde nyordningen i ämbetsfrågan. 
10 april 1960 vigdes de första tre kvinnorna till präster. Elisabeth Djurle vigdes i Storkyrkan i Stockholm av biskop Helge Ljungberg, Ingrid Persson i Härnösands domkyrka av biskop Ruben Josefson och Margit Sahlin på S:ta Katarinastiftelsen i Stockholm av ärkebiskop Gunnar Hultgren. 
I samband med att de första kvinnorna prästvigdes i Svenska kyrkan publicerade Kyrklig samling kring Bibeln och bekännelsen, med biskop Bo Giertz och domprost G.A. Danell i spetsen, sjutton råd eller punkter för hur kvinnoprästmotståndare borde (och kanske fortfarande bör) agera så att motståndet mot kvinnor som präster skulle ske under ordnade former. I samhället i allmänhet sågs de 17 punkterna som att en sittande biskop och dennes anhang gick till storms mot en demokratiskt införd ordning med kvinnor som präster. Kvinnoprästmotståndarna hänvisade till att man måste "lyda Gud mer än människor" och att situationen är sådan att Gud förbjuder kvinnor som präster. Motståndarna se 1 Kor 14:33-38 i Bibel 2000 med fotnot. Se vidare "De 17 punkterna". 
1979 antog kyrkomötet ärkebiskop Olof Sundbys förslag ”Regler för samarbetet inom Svenska kyrkan”, där det slås fast att om olika uppfattningar går mot varandra ska kyrkans officiella uppfattning – att alla kan vara präster – ha företräde. Präster måste vara villiga att samarbeta vad gäller planering, administration och inte vägra upplåta kyrka för att en kvinna ska tjänstgöra där. Efter ett beslut i kyrkomötet 1982 upphävdes riksdagens lag om kvinnas behörighet till prästerlig tjänst (1958:514). Därigenom kunde inte samvetsklausulen åberopas längre, och kvinnliga präster kunde således inte längre nekas någon av de uppgifter som hör till prästämbetet. Lagen om jämställdhet mellan kvinnor och män i arbetslivet (1979:1118) började därmed fullt ut gälla för Svenska kyrkan. 
1992 prästvigdes den första kvinnan i Göteborgs domkyrka av det egna stiftets biskop. Tidigare hade kvinnor i Göteborg fått vigas i ett annat stift, eller av annan biskop i Göteborg. 
I augusti 1993 gav samarbetsgruppen "Kyrka – ämbete – enhet", som syftade till att kvinnoprästförespråkare och kvinnoprästmotståndare skulle (kunna) leva sida vid sida i samma kyrka och få "sina" prästaspiranter prästvigda, ut en inledande rapport om hur dess arbete fortskridit hittills. Båda sidor såg positivt på sin fortsatta möjlighet att verka i Svenska kyrkan. Men en stor medieanstormning följd av protestbrev från ett antal präster i Svenska kyrkan ledde till att biskoparna gemensamt den 6 oktober 1993 förklarade att de inte längre skulle prästviga den som underkände giltigheten i prästvigning av kvinnor och den sakramentsförvaltning kvinnliga präster genomför. Detta med motiveringen att alla måste kunna lita på att kvinnor är riktiga präster. 1994 slog kyrkomötet fast att bara den kan bli präst som fullt ut bejakar kvinnors prästvigning. I kyrkoordningen som gäller från år 2000 i Svenska kyrkan beslutades att domkapitlet får förklara den behörig att utöva uppdraget som präst som ”har förklarat sig beredd att i alla uppgifter tjänstgöra tillsammans med andra som vigts till ett uppdrag inom kyrkans vigningstjänst oavsett deras kön”. Samma krav föreligger för att bli vald till kyrkoherde. Motstånd mot kvinnors prästvigning betraktas av trossamfundet idag som ett arbetsmiljöproblem för kvinnorna, och ska behandlas därefter enligt gällande lagstiftning. 
Kyrkomötet beslutade 1994 att inte prästviga män som motsätter sig ordningen med kvinnliga präster. Det är inte heller möjligt för redan prästvigda män att utses till kyrkoherde, domprost och biskop, såvida vederbörande inte försäkrar att fullt ut samarbeta med andra präster oavsett kön. Under de senaste åren har frågan om detta inte är detsamma som åsiktsförbud blivit ställd både inom och utom kyrkan.
| ”                                      | Domkapitlet får förklara den behörig att utöva uppdraget som präst som har förklarat sig beredd att i alla uppgifter tjänstgöra tillsammans med andra som vigts till ett uppdrag inom kyrkans vigningstjänst oavsett deras kön. | „ |
| – Kyrkoordningen 31 kap. 2 § 5 stycket | |   |

Flera av de inomkyrkliga rörelserna inom Svenska kyrkan förhåller sig alltjämt kritiska till ordningen med att prästviga kvinnor, däribland Oasrörelsen, aKF, ELM, Kyrkliga förbundet och Svenska kyrkans fria synod. 2003 bildades Missionsprovinsen bland annat som en reaktion mot Svenska kyrkans liberala hållning i ämbetsfrågan. Inom Missionsprovinsen verkar många svenska präster med konservativ hållning i ämbetsfrågan.
Antalet prästvigda kvinnor har vuxit snabbt. Från att 1970 enbart ha utgjort två procent av alla präster i Sverige hade siffran tio år senare stigit till elva procent. Därifrån hade den klättrat till 20 procent 1990 och till 31 procent år 2000. 1970 blev Margit Sahlin Sveriges första kvinna att bli kyrkoherde då hon tillträdde en tjänst i Engelbrekts församling i Stockholm. 1990 utsågs Caroline Krook till domprost i Stockholm (pastor primarius), och blev därmed Sveriges första kvinna på denna post, och 1997 biskopsvigdes Christina Odenberg, som första kvinna, till biskop för Lunds stift. Hennes förteträdare, nye ärkebiskopen KG Hammar ledde vigningen i Uppsala domkyrka. Bara ett år senare valdes Caroline Krook till biskop i Stockholms stift. 2007 vigdes Antje Jackelén till biskop i Lund och efterträdde därmed Christina Odenberg. Jackelén var den första biskop som redan i första valomgången fick över 50 procent av rösterna.

## Ämbetsfrågan och teologi
En väsentlig punkt är om kvinnors tillträde till prästämbetet är en teologisk fråga, i vilket fall staten inte kan anses ha behörighet, eller om det är en ordningsfråga. Kyrkan har beslutat att ämbetsfrågan är en ordningsfråga, vilket i princip innebär att reglerna kan förändras beroende på förändringar i samhället i stort.  
Ämbetsfrågans uppkomst under 1900-talet sammanföll med en våg av så kallad liberalteologi, en form av teologi som ifrågasätter traditionens värde. Liberalteologin har under flera årtionden dominerat Svenska kyrkan. För högkyrkliga och gammalkyrkliga grupper, som inte har accepterat den starka liberalteologiska strömningen och prästvigningen av kvinnor (som de menar är i strid med Bibeln och Svenska kyrkans bekännelseskrifter), har liberalteologin diskvalificerats av företrädare som John Shelby Spong och KG Hammar med flera. Dessa har ansetts ifrågasätta uppståndelsen och jungfrufödelsen. Det har därför skett en uppspaltning mellan liberala, som förmodas ifrågasätta den kristna trons fundament samt förespråkar kvinnliga präster, och konservativa, som håller på klassisk teologi och är emot kvinnliga präster. Dock är det så att ett betydande antal kvinnliga präster i Svenska kyrkan är högkyrkliga. 

### Argument för prästvigning av kvinnor
Det fundamentala argumentet för prästvigning av kvinnor är att mannen och kvinnan har samma värde inför Gud. Galaterbrevet 3:28 är hörnstenen i denna argumentering. Man avvisar föreställningen att prästen är alter Christus och därför måste vara man som en frukt av ett mansdominerat samhälle. Det har förekommit försök att bevisa att det fanns kvinnor bland apostlarna, men dessa kan inte betraktas som övertygande. Däremot har man ofta framhävt Maria från Magdalas och ”den andra Marias” betydande plats i evangeliet: de blev Jesu uppståndelse första förkunnare, trots att kvinnor inte ansågs vittnesgilla. Argumenteringen för prästvigning av kvinnor har emellertid av naturliga skäl varit mera rotad i övertygelsen om den kristnes rätt att ny- och omtolka traditionen än i Bibeln. Det finns ett bestämt antal bibelverser som visar rakt åt andra hållet.

### Argument mot prästvigning av kvinnor
Första Korinthierbrevet 14:34 har varit det mest citerade bibelstället för ett avvisande av kvinnliga präster. Detta ensidiga hänvisande till en vers i Bibeln (låt vara med många andra i samma anda) gör emellertid inte rättvisa åt argumenteringen mot kvinnliga präster. Denna kan delas upp i två huvudpunkter: den traditionella och den symboliska. Enligt traditionsprincipen bör kyrkan respektera att Kristus valde tolv män till sina apostlar och lät den apostolska successionen gå genom dem. Även om det är sant att kvinnliga abbedissor under medeltiden kunde äga stor makt har kyrkan aldrig under sin historia prästvigt kvinnor. Det finns alltså starka skäl att avstå från att göra det, i synnerhet när kyrkan är splittrad. Enligt den symboliska principen är mannen och kvinnan lika värda, men har olika roller. Bland många motståndare till kvinnliga präster medges det numera att kyrkan under en mycket lång tid, i synnerhet inom protestantismen (där inte ens Mariagestalten fanns kvar), inte hade något särskilt att erbjuda kvinnorna. Fram till 1958 fanns det bara möjligheten att bli diakonissa eller prästfru (ett heltidsarbete i det gamla Sverige). Därför ställdes kravet på tillgång till den enda betydande positionen i kyrkan när feminismen hade fått upp tillräcklig fart. Man anser att en kvinna som präst blandar samman och förstör symboliken, vilket har långsamma effekter på gudsuppfattningen. Somliga hämtar stöd i den jungianska psykologin.

## Kvinnor i Svenska kyrkan före 1958
Kvinnor innehade starka positioner inom kyrkan långt innan 1958. I Sverige förekom på 1820-talet kvinnliga predikanter. Amelie von Braun från Blekinge kunde visserligen inte predika inne i kyrkobyggnaden men samlade stora skaror på många håll i landet. I frikyrkligheten fick kvinnor inom exempelvis Frälsningsarmén tidigt predika och inneha ledande roller. Runt 1890 finns uppgifter om att kvinnor predikade i Härnösands stift. I exempelvis Trehörningssjö församling verkade prästen Olof Lindblom och han tillät kvinnor att tala inför församlingen i Trehörningssjö kapell.
1905 skrevs Ellen Jeansson in, som första kvinna, som teologie studerande vid en teologisk fakultet. Emilia Fogelklou var den första kvinnan att avlägga teologie kandidatexamen 1909. 1911 är första gången en prästvigd kvinna predikar i Sverige. Det skedde den 11 juni i Gustav Vasa kyrka i Stockholm i samband med rösträttskonferensen i juni detta år. Det var Anna Howard Shaw, metodistpräst från USA. 1916 talade missionären Ida Granqvist från predikstolen i Nikolai kyrka i Örebro, och 1929 predikade teologen Ester Lutteman från predikstolen i Gustav Vasa kyrka. Under åren som följde, framförallt från 1940-talet, var det flera kvinnor som predikade i kyrkor. Bland dessa fanns Sveriges första prästvigda kvinnor: Margit Sahlin och Ingrid Persson och mot slutet av 1950-talet Elisabeth Djurle och Britta Olén (van Zijl).